# François Bacqué
François Robert Bacqué (Bordeaux, 2 september 1936 – Rome, 9 november 2023) was een Franse rooms-katholieke geestelijke. Hij was titulair aartsbisschop van Gradisca en was van 2001 tot en met 14 december 2011 apostolisch nuntius voor Nederland.

## Biografie
François Bacqué werd priester gewijd op 1 oktober 1966. In 1988 ontving hij de bisschopswijding. Van 1988 tot 1994 was hij apostolisch pronuntius voor Sri Lanka. Van 1994 tot 2001 was hij apostolisch nuntius voor de Dominicaanse Republiek. Sinds 27 februari 2001 was hij apostolisch nuntius voor Nederland. Hij volgde daarmee mgr. Angelo Acerbi op.
Ofschoon Mgr. Bacqué werkzaam was in Nederland, en de vergaderingen van de Nederlandse Bisschoppenconferentie frequent bijwoonde, was hij géén lid van dit gremium. Nuntii vallen immers direct onder het Vaticaan.
Op 13 december 2011 verleende koningin Beatrix hem ter gelegenheid van zijn afscheid het ridder-grootkruis in de Orde van Oranje-Nassau. Op 14 december 2011 aanvaardde paus Benedictus XVI Bacqués ontslag. Hij benoemde André Dupuy als diens opvolger.
Bacqué overleed op 87-jarige leeftijd.
- International Standard Name Identifier: 0000 0004 3253 6117
- Système universitaire de documentation: 076046869
- Virtual International Authority File: 218277381